# Hemitaurichthys polylepis
Hemitaurichthys polylepis es una especie de pez y una de las cuatro especies del género Hemitaurichthys. Habita en los océanos Índico y Pacífico.

## Descripción
Mide en promedio 18 cm de longitud. Es de forma semi-rectangular. Toda la cabeza es de color oscuro como rojizo o marrón, el lomo y la aleta inferior son de color anaranjado o amarillo y el resto del cuerpo de blanco brillante.

## Alimentación y hábitat
Generalmente forman bancos de centenares de individuos. El alimento más común de estos peces es el plancton y son nativos de las laderas expuestas de los arrecifes de coral no muy profundos, generalmente alrededor de 30 m, se les puede encontrar entre los 3 y 60 m de profundidad, siendo especialmente abundantes en los declives.